# Tommy Rowe
Pour les articles homonymes, voir Rowe.
Thomas Malcolm Rowe, dit Tommy Rowe, né le 24 septembre 1988 à Wythenshawe, dans la banlieue de Manchester, est un footballeur anglais. Il joue au poste d'ailier.

## Carrière
Le transfert de Tommy Rowe de Stockport County à Peterborough United, durant l'été 2009, est dû à l'obligation de vendre de Stockport en raison des problèmes financiers du club.
Le 3 juin 2014, il rejoint le club des Wolverhampton Wanderers.
Le 19 mars 2016, il est prêté aux Doncaster Rovers. Le 18 mai 2016, il est définitivement transféré aux Doncaster Rovers.
Le bilan de sa carrière en deuxième division s'élève à 123 matchs joués, pour 11 buts marqués.
Le 1er juillet 2019, il rejoint Bristol City.
Le 23 juin 2021, il rejoint Doncaster Rovers.

## Palmarès
Stockport County
- Play-offs de League Two
  - Vainqueur : 2008

Peterborough United
- Play-offs de League One
  - Vainqueur : 2011
- Football League Trophy
  - Vainqueur : 2014

## Statistiques détaillées
| Saison      | Club                    | Pays         | Championnat        | Coupes nationales ou Playoffs |
| ----------- | ----------------------- | ------------ | ------------------ | ----------------------------- |
| 2006 - 2007 | Stockport County        | League Two   | 4 matchs           | 1 match                       |
| 2007 - 2008 | Stockport County        | League Two   | 24 matchs / 6 buts | 6 matchs                      |
| 2008 - 2009 | Stockport County        | League One   | 44 matchs / 7 buts | 6 matchs                      |
| 2009 - 2010 | Peterborough United     | Championship | 32 matchs / 2 buts | 3 matchs / 1 but              |
| 2010 - 2011 | Peterborough United     | League One   | 35 matchs / 5 buts | 8 matchs / 1 but              |
| 2011 - 2012 | Peterborough United     | Championship | 43 matchs / 4 buts | 3 matchs                      |
| 2012 - 2013 | Peterborough United     | Championship | 31 matchs / 5 buts | 1 match                       |
| 2013 - 2014 | Peterborough United     | League One   | 34 matchs / 7 buts | 9 matchs / 2 buts             |
| 2014 - 2015 | Wolverhampton Wanderers | Championship | 14 matchs          |                               |
| 2015 - 2016 | Wolverhampton Wanderers | Championship | 3 matchs           | 1 match                       |
| 2015 - 2016 | Scunthorpe United       | League One   | 14 matchs / 1 but  |                               |
| 2015 - 2016 | Doncaster Rovers        | League One   | 10 matchs / 3 buts |                               |

Dernière mise à jour : fin de la saison 2015-2016